# Nestor Szufrycz
Nestor Iwanowycz Szufrycz, ukr. Нестор Іванович Шуфрич (ur. 29 grudnia 1966 w Użhorodzie) – ukraiński ekonomista, polityk i działacz sportowy, właściciel i prezes klubu piłkarskiego Zakarpattia Użhorod.

## Życiorys
Po zakończeniu służby w armii w 1987 pracował w przedsiębiorstwach państwowych na Zakarpaciu (m.in. w firmie radziecko-austriackiej „West-Contrade”, której był prezesem). W 1992 ukończył studia historyczne na Użhorodzkim Uniwersytecie Państwowym. W 2004 obronił pracę kandydacką w instytucie gospodarki rolnej Ukraińskiej Akademii Nauk Rolniczych na temat rozwoju i transformacji przemysłu rolnego na Węgrzech.
W 1994 uzyskał po raz pierwszy mandat posła do Rady Najwyższej. W 1996 wstąpił do SDPU(O), był m.in. zastępcą sekretarza tego ugrupowania w obwodzie zakarpackim (od 1997) oraz wiceprzewodniczącym w kraju (od 2003 do 2006). Zasiadał w biurze politycznym socjaldemokratów (od 1998). W 1998 po raz kolejny wybrany do Rady Najwyższej. Od maja 1999 zasiadał w radzie ds. polityki młodzieżowej przy prezydencie Ukrainy. Działał też w Czerkasach, był m.in. prezesem regionalnego przedsiębiorstwa branży mięsnej. W 2002 kandydował w wyborach do Rady Najwyższej w obwodzie czerkaskim. Został też członkiem rady obwodowej w Użhorodzie.
Jako działacz sportowy zaangażował się w pracę w klubie Zakarpattia Użhorod, w którym został honorowym prezesem.
W 2006 bez powodzenia ubiegał się o mandat z ramienia współtworzonego przez SDPU(O) Bloku Opozycyjnego „Nie tak!”. Został natomiast w tymże roku deputowanym Rady Najwyższej Autonomicznej Republiki Krymu (mandat sprawował do 2007). Od grudnia 2006 do grudnia 2007 pełnił funkcję ministra ds. sytuacji nadzwyczajnych oraz ochrony ludności przed następstwami katastrofy czarnobylskiej w drugim gabinecie Wiktora Janukowycza. We wrześniu 2007 powrócił do parlamentu krajowego z listy Partii Regionów. W marcu 2010 wszedł w skład nowo powołanego gabinetu Mykoły Azarowa. Odwołano go w lipcu 2010, po czym został powołany na stanowisko zastępcy sekretarza Rady Bezpieczeństwa Narodowego i Obrony Ukrainy. W 2012 ponownie uzyskał mandat poselski. W 2014 znalazł się wśród organizatorów Bloku Opozycyjnego, z powodzeniem ubiegając się o reelekcję do Rady Najwyższej VIII kadencji. W 2019 utrzymał mandat deputowanego z ramienia ugrupowania Opozycyjna Platforma – Za Życie, będąc jednym z liderów tego prorosyjskiego ugrupowania.
W marcu 2022 w trakcie inwazji Rosji na Ukrainę został zatrzymany przez ukraińskiej żołnierzy obrony terytorialnej w związku z podejrzeniem kolaboracji na rzecz Rosji – polityk w otoczeniu ochroniarzy fotografował ukraiński posterunek.